# Raphael Dafras
Raphael Dafras (ur. 22 maja 1984 w Telêmaco Borba, Brazylia) jest brazylijskim basistą. Jako swoje inspiracje podaje takich basistów jak: Victor Wooten, Jaco Pastorius, Stanley Clarke, Billy Sheehan i John Myung.

## Biografia

### Początki kariery
Raphael zaczął interesować się muzyką w 1997 roku pod wpływem znajomych ze szkoły i kościoła, do którego uczęszczał.
Początkowo próbował grać na perkusji, jednak nie wyszło mu. Odwiedził później kolegę, który miał bas u siebie w domu i zapytał, czy jest na sprzedaż. Odkupił go, samodzielnie wyregulował i zaczął się uczyć na nim grać, zaczynając identyfikować się z instrumentem. Z początku był samoukiem i korzystał z pomocy znajomych, którzy również byli muzykami.
W 2012 roku wyprodukował album solowy szwedzkiego wokalisty Germána Pascuala, natomiast w latach 2008–2010 był basistą brazylijskiego zespołu Auryah.

### Almah i obecnie
W 2012 roku w związku z odejściem z Almy basisty Felipe'go Andreoliego, Raphael został zauważony przez lidera zespołu za sprawą coveru piosenki Days of the New i w czerwcu tego roku zaproszono go na przesłuchanie do zespołu.
W roku 2016 został wybrany na najlepszego basistę krajowego przez magazyn Roadie Crew Magazine.

## Dyskografia
Auryah
- Southern Lights (demo) (2010)

Germán Pascual
- A New Beginning (2012)

Almah
- Raise the Sun (singiel) (2013)
- Unfold (2013)
- E.V.O (2016)

Harmony
- Theatre of Redemption (2014)
- Remembrance (EP) (2015)

Stauros
- Vale das Sombras (2014)

X-Empire
- End of Times (EP) (2014) (gościnnie)

Vox Heaven
- Vox Heaven (2016)

## Sprzęt
Gitary basowe
- Ibanez SR5006E-OL[1]

Efekty
- Fire Custom Shop
- Waldman